# Saint-Laurs
Saint-Laurs é uma comuna francesa na região administrativa da Nova Aquitânia, no departamento de Deux-Sèvres. Estende-se por uma área de 8,14 km². Em 2010 a comuna tinha 593 habitantes (densidade: 72,9 hab./km²).